# Shō Sei
Shō Sei (尚清 Thượng Thanh,  1497–1555) là một vị vua vương quốc Lưu Cầu, trị vì từ 1526 đến1555. Ông là vương tử thứ năm của vua Shō Shin, người mà ông kế vị.
Shō Sei vốn mang vị là Trung Thành vương tử, nhũ danh là Chân Nhân Nghiêu Tôn Kim, do Tạ hoa hậu sinh ra. Hoa hậu muốn con mình làm thế tử nên đã sàm ngôn với Shō Shin về thế tử Shō Ikō. Nghe xong, vua rất tức giận và cho phế thế tử Shō Ikō, và đưa Shō Sei lên thay.
Ngày 11 tháng 12 năm 1526, đức vua qua đời, Shō Sei bước lên ngai vàng vào năm sau, đồng thời phái chính nghị đại phu sang Minh triều xin sắc phong. Tuy nhiên viên quan này bị chết trên đường đi do gặp bão. Shō Sei sau đó lại phái trưởng sử đi triều cống. Năm 1534, nhà Minh phái người sang sắc phong cho Shō Sei.
Năm 1537, tù trưởng của Amami Ōshima đến trình với Shō Sei, vu cáo rằng đại thần Yuwan có ý muốn phát động bạo loạn, vua phát binh đến trấn áp, đại thần Yuwan bị treo cổ. Shō Sei bắt được kì tử của đại thần Yuwan sau đó. Năm 1542, thương thuyền Lưu Cầu và Trung Quốc phát sinh tranh chấp và ẩu đả. Nhà Minh phát lệnh cho là Lưu Cầu chớ khinh thương thuyền Trung Quốc. Năm 1553, Shō Sei cho tu sửa thành gần cảng Naha, đối phó với giặc Uy khấu.
Ngày 29 tháng 6 năm 1555, Shō Sei qua đời, thọ 59 tuổi. Trước khi chết, ông đã để lại di mệnh cho ba pháp ti, mong họ phò tá Shō Gen. Tuy nhiên, về sau hai trong ba người đột nhiên thay đổi lòng dạ, ủng hộ Shō Kanshin làm quân vương mới. Cuối cùng, với sự trợ giúp của người còn lại là Mao Long Huyên, Shō Gen được kế vị ngai vàng theo đúng di mệnh.